# Chionaspis kabyliensis
Chionaspis kabyliensis är en insektsart som beskrevs av Alfred Serge Balachowsky 1930. Chionaspis kabyliensis ingår i släktet Chionaspis och familjen pansarsköldlöss. Inga underarter finns listade i Catalogue of Life.